# Mundo Obrero
Mundo Obrero és una publicació del Partit Comunista d'Espanyaque va néixer el 23 d'agost de 1930. Després de la guerra civil va seguir publicant-se en l'exili i alguns exemplars van ser elaborats de forma clandestina en les presons i agrupacions guerrilleres. Durant la Segona República i la Guerra Civil es publicava com diari.ref>Dario Migliucci «East conflict (1947–57): The portrayal of Israelis and Arabs in the Spanish left-wing press». Journal of Israeli History, 37, 1, 2019, pàg. 90. DOI: 10.1080/13531042.2019.1623539.</ref> Així mateix, durant la Transició, primer com setmanal, i més tard com diari, després d'una campanya del PCE que va aconseguir els 100 milions de pessetes necessaris gràcies a l'ajuda dels militants i els treballadors.
Mundo Obrero és el mitjà de comunicació més important del Partit Comunista d'Espanya. És, al seu torn, una de les publicacions periòdiques més veteranes d'Espanya, i gaudeix d'un merescut prestigi cultural i intel·lectual. El seu director, Ginés Fernández, va declarar en una recent entrevista: "Mundo Obrero és un periòdic amb 76 anys en els quals s'ha escrit una part de la història d'Espanya". "Durant tot aquest temps, ha expressat la lluita per la llibertat de moltes persones, no només comunistes". Actualment es publica una vegada al mes. Inclou articles i informes d'actualitat social i política, entrevistes, dossiers, trobades de debat, actes, comentaris de llibres i mitjans audiovisuals, i la informació més actualitzada i completa sobre la tasca que desenvolupen els comunistes a Espanya i en el món.